# Abu Kalkal (poddystrykt)
Abu Kilkil – jedna z 5 jednostek administracyjnych trzeciego rzędu (nahijja) dystryktu Manbidż w muhafazie Aleppo w Syrii.
W 2004 roku poddystrykt zamieszkiwało 47 109 osób.